# Ormia serrei
Ormia serrei là một loài ruồi trong họ Tachinidae.